# Rudi Boes
Rudi Boes (of Rudy Boes) (Neerpelt, 26 februari 1967) is een Belgisch voormalig voetballer die als middenvelder speelde. Rudi is nu trainer/coach van RKVV Haelen.

## Carrière
Boes begon zijn professionele carrière bij SV Waregem in 1990. Hier speelde hij drie seizoenen. In 1994 ging hij voor een seizoen naar KV Kortrijk. Een jaar later verhuisde hij naar KRC Genk, waar hij dat seizoen vijftien wedstrijden speelde. Tussen 1995 en 1997 speelde hij voor tweedeklasser KVV Overpelt-Fabriek. Hij sloot zijn carrière in 1999 af bij KFC Herentals.
Hij was trainer bij Sporting Houthalen, Wilhelmina '08 (assistent en ad interim hoofdtrainer) en trainde van 2016-2018 VV Roosteren. Vanaf 2019 is hij aan de slag als hoofdcoach bij K. Opitter FC in 3e provinciale Limburg.